# Cherokee Pass
Cherokee Pass – jednostka osadnicza w Stanach Zjednoczonych, w stanie Missouri, w hrabstwie Madison.